# 长叶豇豆
长叶豇豆（学名：Vigna luteola）是豆科豇豆属的植物。分布于台湾岛、热带等地，多生在湿地上，目前尚未由人工引种栽培。